# Гунжийн-сум
Гунжийн-сум (монг. Гүнжийн сүм; буквально «Храм принцессы») — мемориальный комплекс в честь маньчжурской жены дархан-чинвана Балдандоржа. Располагается в лесу на южном склоне горы Баян недалеко от истока реки Хух-Чулуу на территории сомона Эрдэнэ аймака Туве в Монголии.

## История
В 1697 году император Канси выдал одну из своих дочерей за вана Дондовдоржа, сына Дархан-чинвана Балдандоржа. Эта маньчжурская принцесса была известна под титулом Хичээнгуй-Амарлингуй. После её смерти в 1740 году по приказу императора в хошуне Дархан-чинвана Тушету-ханского аймака для неё была сооружена усыпальница с храмом. При этом из состава хошуна выделили специальный оток, получивший название «Храмовники» (монг. Сумчин, население которого было обязано поддерживать храм.
Территория комплекса была окружена 2,5-метровой стеной, внутри которой располагались небольшой храм и ступа с прахом принцессы. Рядом со входом находился дом смотрителя и молитвенный павильон. Вплоть до конца XIX века в храм по праздничным дням собирались местные ламы для проведения служб. На рубеже 1930—1940-х годов храм был разорён; какое-то время считался среди местного населения заповедным местом. В 1949 году Монгольский учёный комитет проводил раскопки на месте храма; в 1971 году место было взято под государственную защиту. В настоящее время служит туристической достопримечательностью; при этом многие ошибочно применяют название «Гунжийн-сум» к храму Арьяабалын-хийд, который находится в 30 км к югу в парке Горхи-Тэрэлж.